# Bunki
Bunki (文亀?) era un nombre de la era japonesa (年号 'nengō'?, "nombre del año") después de Meiō y antes de Eishō. Este período abarcó los años desde febrero de 1501 hasta febrero de 1504. El emperador reinante era Go-Kashiwabara-tennō (後柏原天皇?).

## Cambio de era
- 1501 Bunki gannen (文亀元年?): El nombre de la era se cambió para conmemorar el aniversario de la entronización de Go-Kashiwabara y el 58 ° año del zodiaco chino. La era anterior terminó y comenzó una nueva en 1501 ( Meiō 10, 29º día del 2º mes).

## Eventos de la eraBunki
- 1501 (Bunki 1): el antiguo shōgun Yoshimura fue exiliado; y se retiró a la provincia de Suō, y vivió en el exilio en la casa del daimyo de ese han. Cambió su nombre a Ashikaga Yoshitane; y convocó a todas las fuerzas militares del imperio occidental para que acudieran en su ayuda. Hosokawa Masamoto se hizo dueño de todas las provincias que rodeaban el Kinai.[3]
- 1502 (Bunki 2, 7º mes): Minamoto no Yoshitaka fue elevado al segundo nivel de los oficiales de kuge de cuarta clase, y expresó su agradecimiento al emperador por ese honor. En el mismo mes, el nombre de Ashikaga Yoshitaka se cambió por el de Yoshizumi.[4]
- 1503 (Bunki 3): hubo una gran sequía en el verano de este año.